# Łyżkowidelec

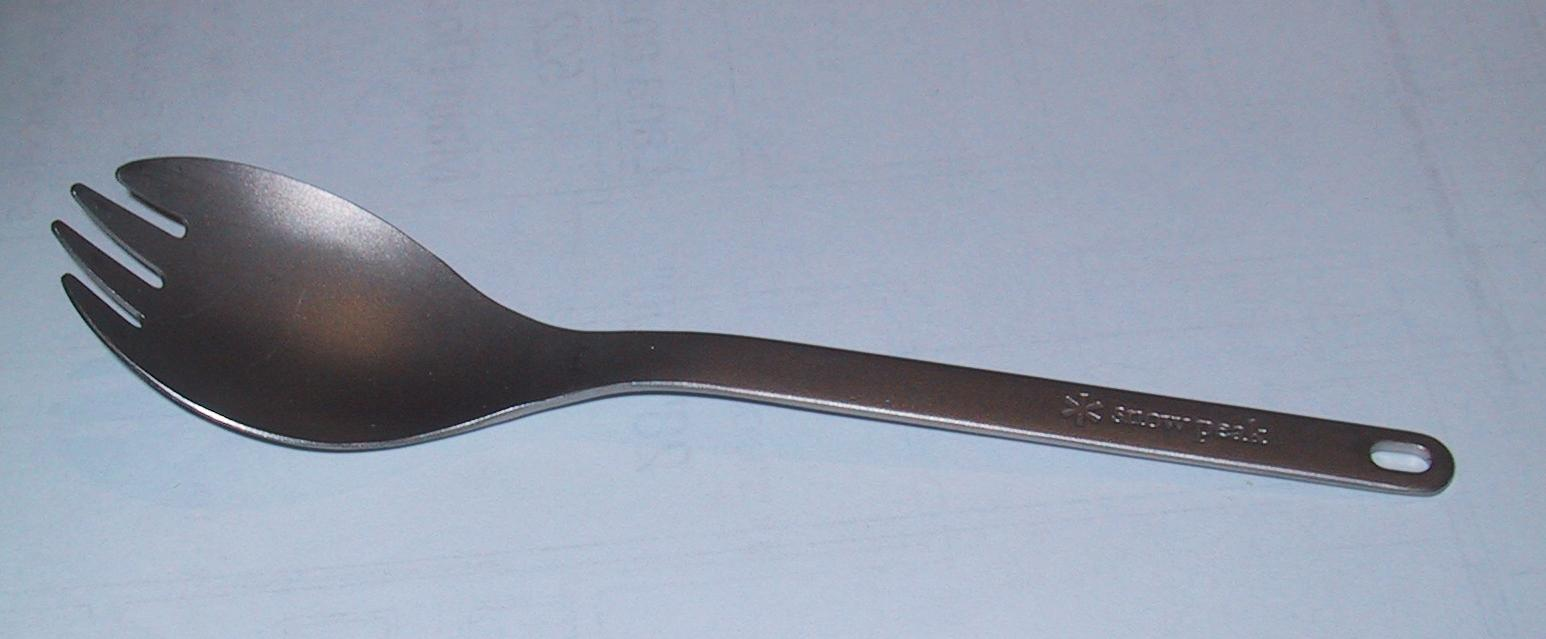
Łyżkowidelec z tytanu

Łyżkowidelec  (ang. spork) – narzędzie należące do kategorii sztućców, powstałe jako modyfikacja łyżki na końcu której wycięto zęby upodabniające je do widelca. Łyżkowidelce są zazwyczaj używane na kempingu przez turystów w czasie rajdów czy wycieczek rowerowych.